# Slutnot
Slutnot kallas den notering eller den tilläggsinformation, som kopplas till ett stycke eller en passage i en text genom ett nottecken (ex. siffra i upphöjt läge), som skrivs i slutet av det kapitel där nottecknet förekommer eller på en enskild sida efter all text.
En slutnot innehåller, liksom en fotnot, sådan information som för läsaren är av sådan natur att den kan förbises, utan att innehållet i texten ändras. Oftast innehåller slutnoter källhänvisningar, extra förtydligande eller översättningar.
Oftast skrivs slutnoterna i något mindre stil för att mer text ska få plats per sida, antingen i slutet av varje kapitel, eller samlade efter all text på särskilda sidor. 
Nottecknet upprepas före den aktuella noteringen på slutnotssidan. Noterna löper i den ordning de förekommer i texten.
Alla noter, oavsett skrivna som fot- eller slutnoter, bör hållas så korta och koncisa som möjligt.
Ibland används, något missvisande, termen fotnot synonymt med slutnot. Eftersom en fotnot skrivs längst ner på textsidan, vid sidans sidfot, används termen fotnot bäst till den not som placeras just vid sidfoten, medan en slutnot lämpligen placeras i slutet av texten, som namnet antyder.
I moderna ordbehandlingsprogram, såsom MS Word eller OpenOffice.org Writer finns oftast en särskilt funktion som underlättar skapandet och redigeringsarbetet av slutnoter. 

## Slutnoternas för- och nackdelar
Fördelen med användandet av slutnoter placerade i slutet av texten är att läsaren inte stöter på dem förrän när så önskas, då läsaren själv väljer att leta upp dem. Eftersom noter ibland har en tendens att bli mycket långa, är det ibland bra att de finns att läsa på en separat plats och inte, som i fotnotens fall, på samma sida.
Nackdelen med slutnoter är att de kan skapa mer arbete för läsaren som tvingas bläddra fram och tillbaka mellan "huvudtexten", där nottecknet förekommer, och slutet av kapitlet eller publikationen, där slutnoterna finns att hitta. I detta fallet är fotnoter att föredra.
Eftersom författaren sällan vet om texten kommer att granskas intensivt eller läsas med mindre kritiska ögon, kan det vara svårt att välja vilket notsystem som ska användas. En tumregel kan dock vara att om nottexten överlag är lång, använda slutnoter som är lätta att hitta, men om nottexten istället är kortare och noterna överlag är få på varje sida, använda fotnoter.